# Ghiata Al Gharbia
Ghiata Al Gharbia (franska: Ghiata Al Gharbia (CR), Ghiata Al Gharbia (Commune Rurale), arabiska: بني فراسن) är en kommun i Marocko.   Den ligger i provinsen Taza och regionen Fès-Meknès, i den nordöstra delen av landet, 240 km öster om huvudstaden Rabat. Antalet invånare är 23 447.